# Walker (Minnesota)
Pour les articles homonymes, voir Walker.
La ville de Walker est le siège du comté de Cass, dans l’État du Minnesota, aux États-Unis. Sa population s’élevait à 941 habitants lors du recensement de 2010, estimée à 932 habitants en 2017.

## Démographie
| Groupe            | Walker | Minnesota | États-Unis |
| ----------------- | ------ | --------- | ---------- |
| Blancs            | 88,0   | 85,3      | 72,4       |
| Amérindiens       | 7,2    | 1,1       | 0,9        |
| Métis             | 3,2    | 2,4       | 2,9        |
| Asiatiques        | 1,1    | 4,0       | 4,8        |
| Autres            | 0,5    | 7,2       | 19,0       |
| Total             | 100    | 100       | 100        |
|                   |        |           |            |
| Latino-Américains | 1,3    | 4,7       | 16,7       |

En 2010, la quasi-totalité de la population amérindienne de Walker est composée d'Ojibwés.
Selon l'American Community Survey, pour la période 2011-2015, 94,82 % de la population âgée de plus de 5 ans déclare parler anglais à la maison, alors que 2,48 % déclare parler l'espagnol, 1,86 % l'arabe, 0,93 % le chippewa et 0,31 % une autre langue.

## Galerie photographique

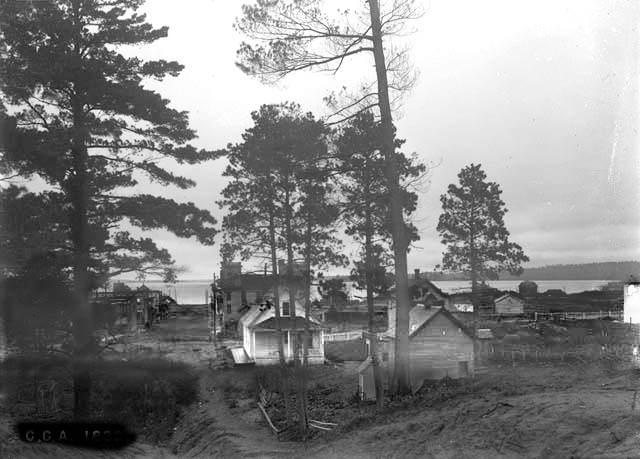
Walker en 1901
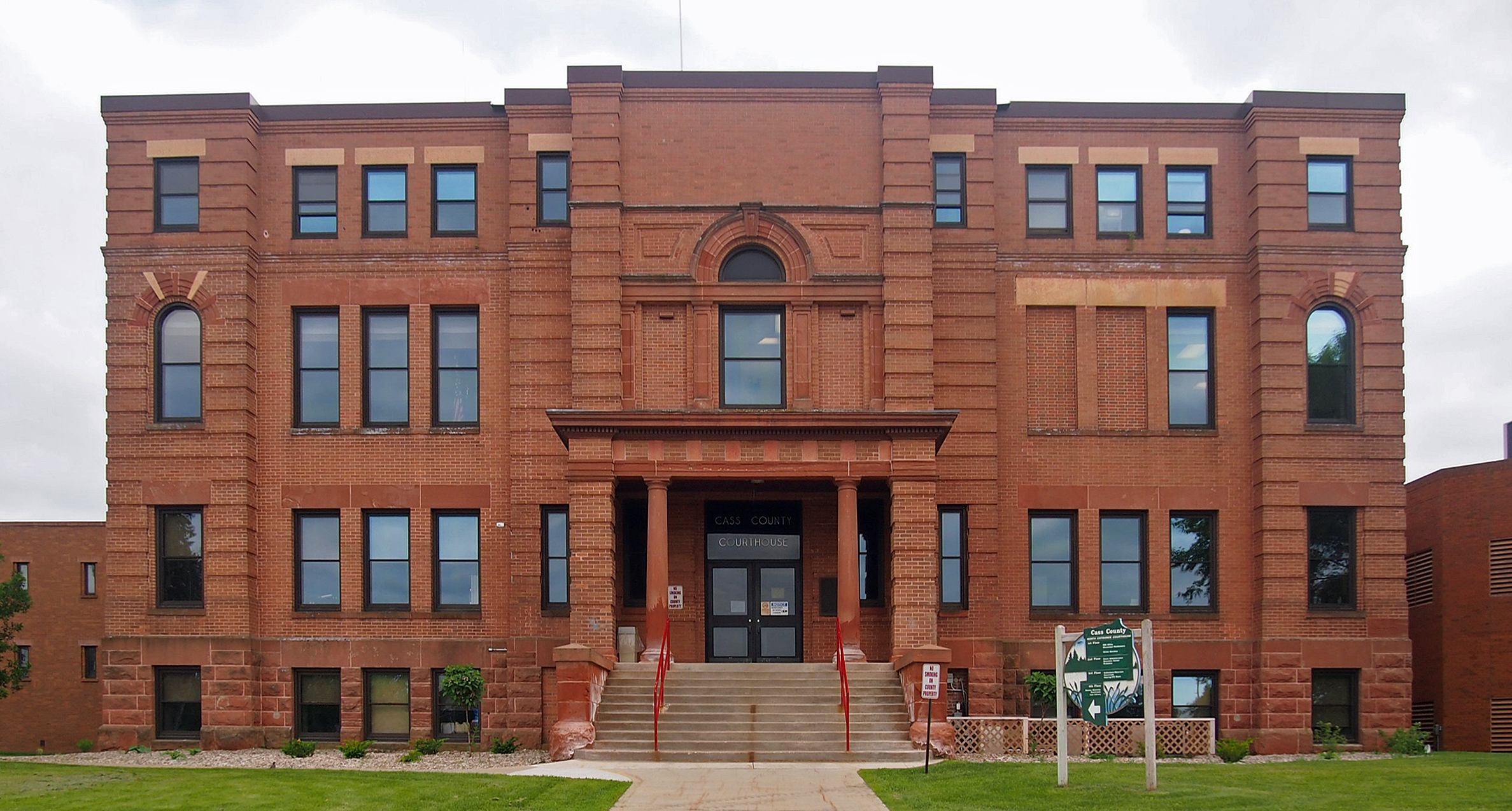
La cour de justice du comté
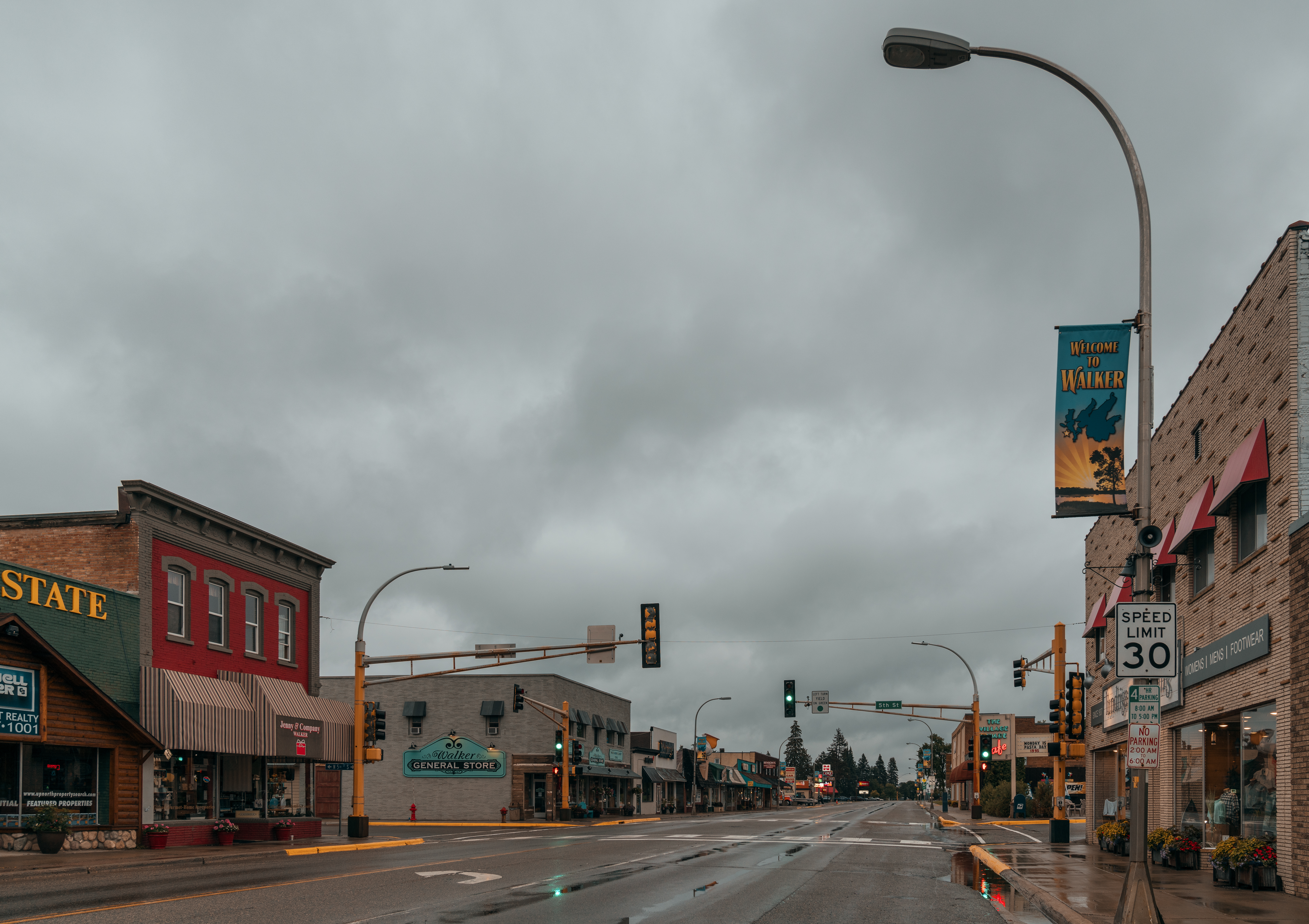
Le centre-ville de Walker
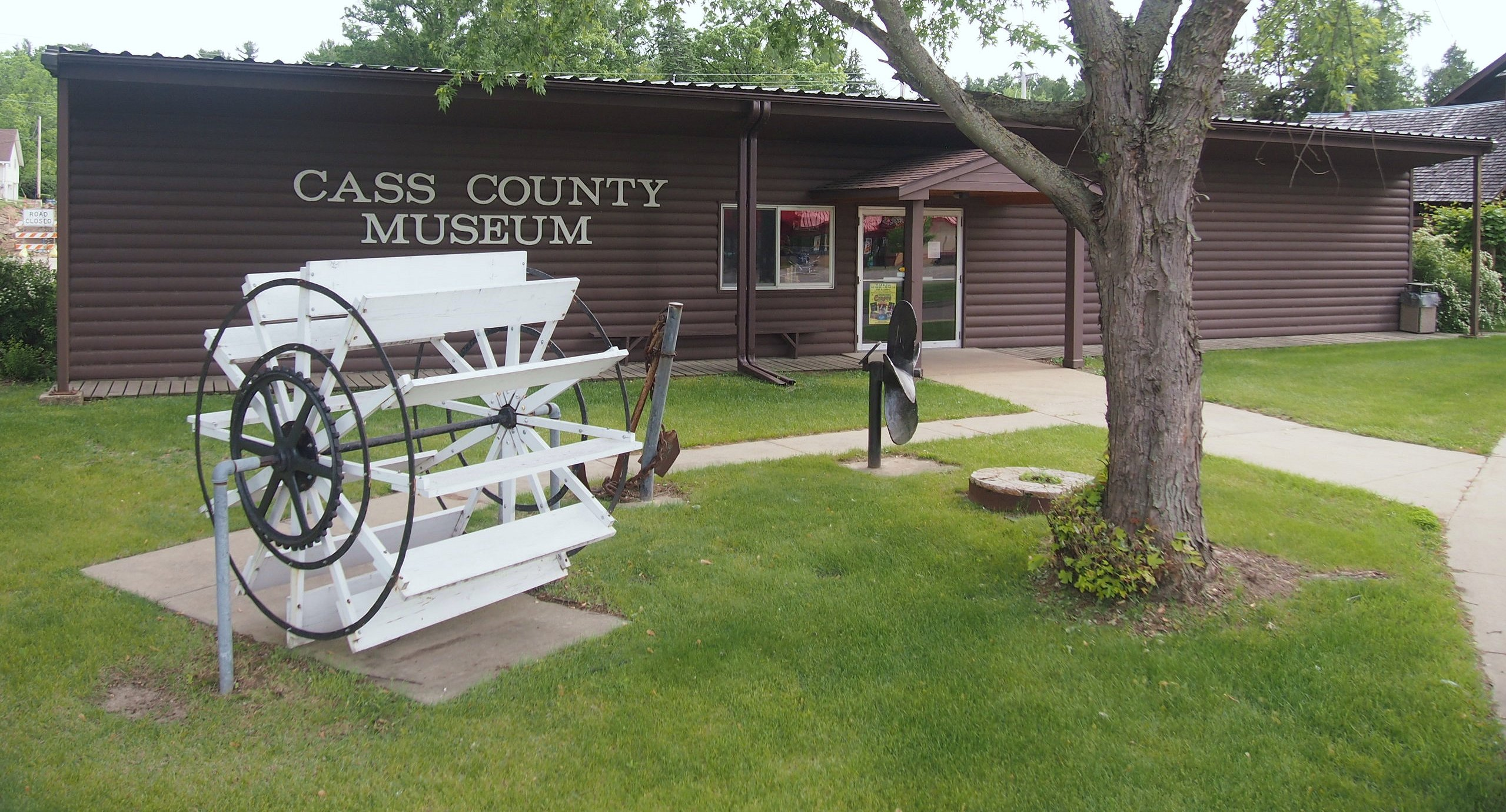
Le musée du comté de Cass

## Source
- (en) Cet article est partiellement ou en totalité issu de l’article de Wikipédia en anglais intitulé « Walker, Minnesota » (voir la liste des auteurs).

1. ↑  (en) « Walker, MN Population - Census 2010 and 2000 », sur censusviewer.com.
2. ↑  (en) « Population of Minnesota - Census 2010 and 2000 », sur censusviewer.com.
3. ↑  (en) « Race Reporting for the American Indian and Alaska Native Population by Selected Tribes: 2010 », sur factfinder.census.gov (consulté le 24 avril 2018).
4. ↑  (en) « Language spoken at home by ability to speak english for the population 5 years and over », sur factfinder.census.gov.